# Pedro Shimose
Pedro Shimose (Pedro Shimose Kawamura, ur. 30 marca 1940 w Riberalcie) – poeta, publicysta, profesor, eseista i kompozytor pochodzący z Boliwii. W 1971 roku przeprowadził się do Madrytu. Shimose jest uważany za jednego z największych poetów Boliwii.

## Życiorys
Shimose urodził się w 1940 roku w mieście Riberalta. Jego rodzice pochodzili z Japonii. Studiował na Wyższym Uniwersytecie San Andrés w La Paz. Jest absolwentem Uniwersytetu Complutense w Madrycie. Przez pewien czas pracował w gazecie Presencia i nauczał na Wyższym Uniwersytecie San Andrés. W 1971 roku przeprowadził się do Madrytu, gdzie się ożenił. W roku 1972 został odznaczony nagrodą Casa de las Américas za książkę Quiero escribir, pero me sale espuma. W 1999 roku otrzymał odznaczenie Premio Nacional de Cultura de Bolivia. Jest członkiem Academia Boliviana de la Lengua oraz Hiszpańskiego Stowarzyszenia Krytyków Sztuki. Współtworzył magazyn kulturalny Reunión. Shimose jest również rysownikiem i kompozytorem muzyki popularnej.
Shimose jest najbardziej znany ze swoich poezji inspirowanych polityką, poruszających temat tożsamości narodowej oraz wyzwolenia społecznego. Duża część jego dzieł została przetłumaczona na inne języki, m.in. angielski, niemiecki, francuski, rosyjski, arabski, turecki i niderlandzki.
Pedro Shimose ma trzech synów.

## Dzieła
- Triludio en el exilio (1961)
- Sardonia (1967)
- Poemas para un pueblo (1968)
- Quiero escribir, pero me sale espuma(1972)
- Caducidad del fuego (1975)
- Al pie de la letra (1976)
- El Coco se llama Drilo (stories, 1976)
- Reflexiones maquiavélicas (1980)
- Diccionario de Autores Iberoamericanos (1982)
- Bolero de caballería (1985)
- Poemas (1988; meets his previous books)
- Historia de la literatura hispanoamericana (1989)
- Riberalta y otros poemas (1996)
- No te lo vas a creer (2000)

### Utwory
- Sombrero de Saó
- Yesca enamoraó
- Siringuero
- Lucero triste
- Me voy pa’ Guayará